# Gryllomorpha syriaca
Gryllomorpha syriaca är en insektsart som beskrevs av Carl Otto Harz 1979. Gryllomorpha syriaca ingår i släktet Gryllomorpha och familjen syrsor. Inga underarter finns listade i Catalogue of Life.